# Chérie (aardappel)
Chérie is een Frans aardappelras, ontwikkeld door de Franse zaadgoedspecialist Germicopa. 
De Chérie stamt af van de Roseval, waar de aardappel dan ook op lijkt, middelgroot maar kleiner dan de Roseval, een vrij lange vorm, dunne roodachtige schil en helder geel vlees.
Het is een vroege soort, goed bestand tegen wratziekte en weinig gevoelig voor schurft. Ze is daarentegen wel ontvankelijk voor meeldauw. De knollen zijn gevoelig voor stoten en relatief kort houdbaar.